# Delta-algebra
In matematica, una δ-algebra (pronunciata delta-algebra) su di un insieme {\displaystyle \Omega }, è una famiglia di sottoinsiemi di {\displaystyle \Omega } che sia chiusa rispetto all'operazione di intersezione al più numerabile e di passaggio al complementare.

## Definizione
Sia {\displaystyle \Omega } un insieme non vuoto, e sia {\displaystyle {\mathfrak {G}}} una famiglia di sottoinsiemi di {\displaystyle \Omega } (ovverosia, un sottoinsieme dell'insieme delle parti di {\displaystyle \Omega }). Diremo che {\displaystyle {\mathfrak {G}}} è una δ-algebra su {\displaystyle \Omega } se:
1. L'insieme vuoto {\displaystyle \emptyset } appartiene ad {\displaystyle {\mathfrak {G}}}: {\displaystyle \emptyset \in {\mathfrak {G}}}.
2. Se un insieme {\displaystyle A} è in {\displaystyle {\mathfrak {G}}}, allora il suo complementare è in {\displaystyle {\mathfrak {G}}}: {\displaystyle A\in {\mathfrak {F}}\Rightarrow A^{c}\in {\mathfrak {G}}}.
3. Se gli elementi {\displaystyle A_{i}} di una famiglia numerabile di insiemi {\displaystyle \{A_{i}\}_{i\in \mathbb {N} }} sono in {\displaystyle {\mathfrak {G}}}, allora la loro intersezione è in {\displaystyle {\mathfrak {G}}}: {\displaystyle A_{i}\in {\mathfrak {G}},\forall i\in \mathbb {N} \Rightarrow \bigcap _{i\in \mathbb {N} }A_{i}\in {\mathfrak {G}}}.

## Equivalenza traδeσ-algebre
Si dimostra che il concetto di δ-algebra coincide con il concetto di σ-algebra. Infatti, sia {\displaystyle {\mathfrak {G}}} una δ-algebra su X. Per essere una σ-algebra deve essere chiusa rispetto al complementare e rispetto all'unione al più numerabile. La prima condizione è già soddisfatta, per la seconda. Sia 
{\displaystyle \{A_{i}\}_{i\in \mathbb {N} }} una famiglia al più numerabile di insiemi della δ-algebra:
{\displaystyle \bigcup _{i\in \mathbb {N} }A_{i}=\left[\bigcap _{i\in \mathbb {N} }A_{i}^{C}\right]^{C}}
avendo usato il teorema di De Morgan. Ora  {\displaystyle A_{i}^{C}} appartengono alla δ-algebra perché essa è chiusa rispetto al complementare. Essa è chiusa anche rispetto all'intersezione. Si conclude che è chiusa anche rispetto all'unione al più numerabile.